# Scabdates
Albums de The Mars Volta
Frances the Mute Amputechture
Scabdates est le deuxième enregistrement live officiel du groupe américain de rock progressif The Mars Volta, publié le 8 novembre 2005. Il rassemble des enregistrements effectués entre mai 2004 et 2005 pendant les tournées des albums De-Loused in the Comatorium et Frances the Mute.
En 2011, le magazine NME le classe comme l'un des 50 meilleurs albums live de tous les temps. 

## Liste des pistes
1. Abrasions Mount The Timpani
2. Take The Veil Cerpin Taxt (Explicit)
3. Gust Of Mutts
4. And Ghosted Pouts
5. Caviglia
6. Concertina
7. Haruspex
8. Cicatriz
9. Cicatriz Partie 1
10. Cicatriz Partie 2
11. Cicatriz Partie 3
12. Cicatriz Partie 4